# Monique Riekewald
Monique Riekewald (* 3. August 1978 in Suhl) ist eine frühere deutsche Skeletonpilotin.
Monique Riekewald aus Zella-Mehlis vom BSR Rennsteig Oberhof ist seit 1997 aktive Skeletonpilotin. Die Sportsoldatin studiert Betriebswirtschaftslehre an der Fachhochschule Schmalkalden. Seit der Saison 1998/99 startet Riekewald im Seniorenbereich. Schon in ihrer ersten Saison wurde sie Zweite der deutschen Meisterschaften (DM) und 13. im Gesamtweltcup. In der nächsten Saison wurde sie erneut Zweite der DM und 11. im Gesamtweltcup und Achte bei den Weltmeisterschaften in Innsbruck. In der Saison 2000/01 wurde sie in Königssee erstmals Deutsche Meisterin, Siebte im Gesamtweltcup und bei den Weltmeisterschaften in Calgary.
2003 wurde sie erste Europameisterin bei den erstmals ausgetragenen kontinentalen Titelkämpfen in St. Moritz und Achte der Weltmeisterschaften. In der folgenden Saison wurde sie Dritte bei den Deutschen Meisterschaften und Vierte bei der Zweiten Europameisterschaft. Auch die Saison 2004/05 verlief erfolgreich. Neben einem erneuten dritten Platz bei den DM und einem erneuten vierten Platz bei den Europameisterschaften wurde Riekewald Neunte im Gesamtweltcup und Fünfte bei den Weltmeisterschaften. Bei den Bob- und Skeleton-Weltmeisterschaften 2007 in St. Moritz wurde Riekewald zusammen mit Frank Kleber, Karl Angerer, Marc Kühne, Sandra Kiriasis und Berit Wiacker Weltmeisterin im erstmals ausgetragenen Mannschaftswettbewerb.
Die nur 1,60 Meter große Athletin kam über mehrere andere Sportarten und inspiriert durch einen einjährigen Auslandsaufenthalt zum Skeletonsport. Nach ihrer Rückkehr war sie die erste Skeletonpilotin an der Elitesportschule in Oberhof, wo sie Pionierarbeit für diese Sportart leistete. Riekewald betrieb ihren Sport professionell. Aufgrund nicht erreichter Zielvorgaben, die vom Verband vorgegeben wurden, wurde sie vor der Saison 2008/09 aus dem Nationalkader aussortiert und beendete daraufhin ihre Karriere.